# どんまい!
『どんまい!』は、原作：矢島正雄、作画：若狭たけしによる漫画である。集英社『スーパージャンプ』2001年21号から2003年3号、2005年19号から2006年2号に連載された。単行本は全5巻。
NHKでテレビドラマ化されて2005年に放送されており、同年からの復活連載はその放送期間を挟んでタイアップのような形となっている。また、原作者の矢島はドラマ版の脚本も単独で全話を担当している。

## あらすじ
新米介護ヘルパーの里見優は、現在研修（試用）期間中。その優が様々なヘルパー先で起こす騒動を乗り越えて一人前のヘルパーとして成長していく様をコミカルに描いていく。

## 書誌情報
- 矢島正雄（原作）、若狭たけし（作画）『どんまい!』 集英社〈ジャンプ・コミック デラックス〉、全5巻
  1. 2002年4月4日発売 ISBN 978-4088592909
  2. 2002年8月2日発売 ISBN 978-4088595344
  3. 2002年11月1日発売 ISBN 978-4088595436
  4. 2003年4月4日発売 ISBN 978-4088595443
  5. 2003年8月1日発売 ISBN 978-4088595610

## テレビドラマ
NHK総合テレビの23:00～23:15（よるドラシリーズ）でテレビドラマ化され、2005年11月14日から12月22日まで放送された。連続24回。2006年度からの番組全面改定のため、よるドラシリーズの新規放送としてはこれが最終作品となった。
主演は連続ドラマ初主演となる相武紗季。

### キャスト
- 里見優：相武紗季
- 松平公平/リリー（二役）：西島千博
- ヒロミ：浅見れいな
- 並川真太郎：柳家花緑
- 野田佐和子：田岡美也子
- 三浦久子：片岡礼子
- 岩井俊夫：笹野高史
- 坂本道子：淡路恵子
- 大村晴男：三宅裕司

以下ゲスト
- 真壁隆：大竹まこと（第1週）
- 真壁久枝：銀粉蝶（第1週）
- 真壁恍一中山祐一朗（第1週）
- 太田千代：草村礼子（第1、2週）
- 太田俊夫：小林隆（第2週）
- 今井幸太: 小沢昭一（第2、3週）
- 大泉直子：かとうかずこ（第2、3週）
- 今井美佐子：大西多摩恵（第2、3週）
- 今井章一：上杉祥三（第3週）
- 藤川五月：加藤治子（第3、4週）
- 倉田純子：木野花（第3、4週）
- 佐竹豊：久米明（第4、5週）
- 佐竹百合：福田沙紀（第4週最終話、第5週）
- 大村の同級生：小倉久寛（第4週最終話）
- 小津マモル：松岡佑季（第5週）
- 広田連太郎：金田龍之介（最終週）
- 並川の妻：川越美和（最終週）

### 制作スタッフ
- 原作：矢島正雄、若狭たけし
- 脚本：矢島正雄
- 演出：岡田健、睦田元一、中山秀一
- 制作統括：峰島総生、内藤愼介
- プロデューサー：小松昌代
- スケジュール：浅沼利信
- 演出補：坂梨公紀、小松真一、田中章一
- 制作担当：中村秀康、大和田晃
- 編集：高室麻子
- 記録：武田朝子
- デスク補：宮下香菜子
- 美術：山下恒彦、青木聖和、西之原琢、服部竜馬
- 技術：新井隆、高橋太
- 音響効果：片平洋資、山田正幸
- 撮影：山口武久、佐藤史明、佐藤護、中村直史、當木雅人、八柄哲
- 照明：貫井聡一、西澤庸浩、水村享志、中村航、鴨下正美、宮田幸雄、中島誠、垣内美香、幅信太郎
- 音声：鷲津寛厚、入川健一、仲野俊喜、小田朝光、鶴田正実、須藤和海、奈良洋子
- 映像技術：福田慎一郎、古越善之、山下輝良

### 放送日程

#### 週ごとのサブタイトル
- 第1週「走りなさい、優」
- 第2週「踊りなさい、優」
- 第3週「信じなさい、優」
- 第4週「泣きなさい、優」
- 第5週「愛しなさい、優」
- 最終週「笑いなさい、優」

| NHK 連続ドラマ（よるドラ） ※この作品で新作の放送は終了 | NHK 連続ドラマ（よるドラ） ※この作品で新作の放送は終了 | NHK 連続ドラマ（よるドラ） ※この作品で新作の放送は終了 |
| 前番組                                                 | 番組名                                                 | 次番組                                                 |
| ------------------------------------------------------ | ------------------------------------------------------ | ------------------------------------------------------ |
| 理想の生活                                             | どんまい!                                              | 火消し屋小町（アンコール）                             |